# Gemersko-malohontská župa
Gemersko-malohontská župa (maďarsky: Gömör és Kis-Hont vármegye, zkráceně Gömör-Kishont) je bývalá župa Uherského království nacházející se na území dnešního Slovenska (velká většina) a Maďarska. Sídlem správy byla Rimavská Sobota, dalšími městy a středisky byly Dobšiná, Jelšava, Revúca, Rožňava, Tisovec nebo Tornaľa.
Geograficky území zhruba odpovídalo povodí horní Slané s přítoky Rimavou, Revúcou a dalšími, patřilo k němu i nejhornější údolí Hronu. Z hlediska současných správních celků jde zhruba o slovenské okresy Rimavská Sobota, Revúca, Rožňava a východní část okresu Brezno, a větší část maďarského okresu Putnok.
Župa s rozlohou zhruba 4300 km² patřila v Uhersku ke středně velikým. Sousedila na západě s Novohradskou župou, na severozápadě se Zvolenskou župou, na severu s Liptovskou župou, na severovýchodě se Spišskou župou, na východě s Abovsko-Turňanskou župou, na jihovýchodě s Boršodskou župou a na jihu velmi krátce s Hevešskou župou.

## Sloučení
Gemersko-malohontská župa vznikla administrativním sloučením žup Gemer a Malohont (původně enkláva Hontu). Existovala v letech:
- 1786 – 1790 v Uhersku
- 1802 – 1918 v Uhersku
- 1918 – 1923 v Československu
- 1938 – 1945 v Maďarském království

## Sídlo správy
Původním centrem Gemeru byl Gemerský hrad, po kterém také oblast i župa dostaly jméno. Počátkem 18. století se stoličním městem stal Plešivec. Po spojení Gemeru s Malohontem roku 1786 se hlavním městem celé župy stalo právě jeho středisko, Rimavská Sobota.

## Historie
Prvotní osídlení Gemeru sahá až do pravěku. V mladší době kamenné docházelo k trvalému osídlení jižní části území v okolí Rimavské Soboty, Tornali a Slovenského krasu.
V průběhu 10. a 11. století se území stalo součástí Uherského království. Po vpádu Tatarů ve 13. století se politický i hospodářský život soustřeďoval především okolo obranných hradů. V 15. století došla na území Gemeru k bojům mezi příznivci Ladislava Pohrobka a Jánose Hunyadiho s Matyášem Korvínem. Po Bitvě u Moháče se Gemer dostal do blízkosti Osmanské říše. Turci přepadávali města a obce, dobyli a zbourali několik gemerských hradů. V 17. a 18. století byl Gemer dějištěm mnoha stavovských povstání a náboženských bojů. Od 18. století nastal velký rozvoj těžebního průmyslu, který pokračoval do 19. století, kdy bylo v Gemeru nejvíce dolů v celém Uhersku. Ve městech kvetl obchod a řemesla, které podpořila i výstavba železnic.
Během revoluce v roce 1848 byl Gemer pomyslně rozdělen na maďarskou a slovenskou část. Středisky maďarské revoluce se stala Rimavská Sobota, Rožňava a Plešivec. Slovenským centrem byla Revúca.

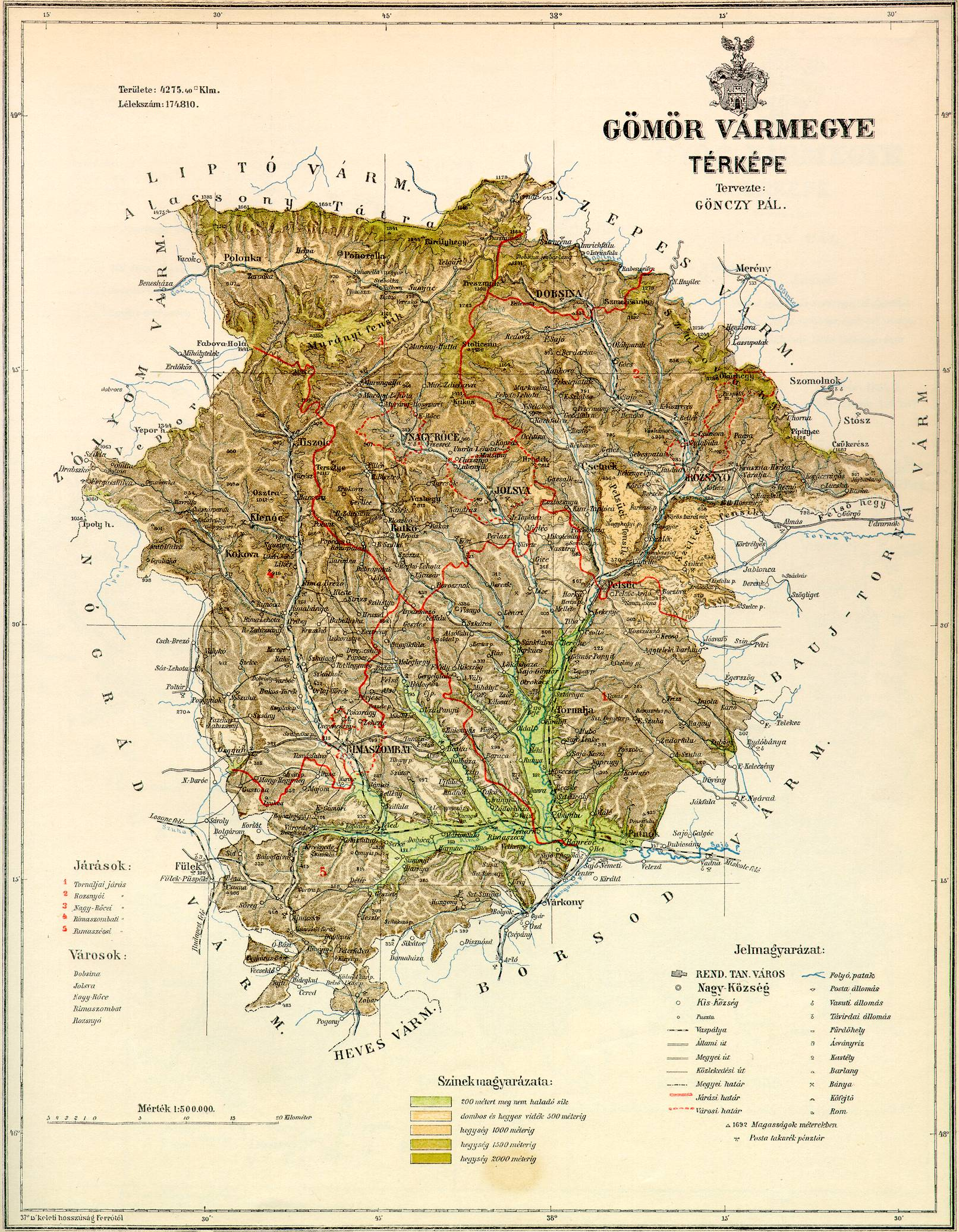
Mapa Gemeru - Malohontu

Ke konci 19. století započala těžba magnezitu, ale jinak došlo k výraznému úpadku železorudných dolů a řemeslné výroby. Po první světové válce se v roce 1918 většina území Gemerské župy stala součástí Československé republiky, vyjma malé oblasti okolo města Putnok, která se stala součástí zbytkové maďarské župy Borsod-Gömör és Kishont vármegye (roku 1950 sloučené do větší župy Borsod-Abaúj-Zemplén, již bez zmínky Gemeru a Malohontu v názvu).
V rámci ČSR existovala Gemersko-malohontská župa do 31. prosince 1922, pak bylo reformou župního zřízení území zhruba rozpůleno mezi župu Zvolenskou (západ) a Podtatranskou (východ). Roku 1928 byly župy na Slovensku definitivně zrušeny a území zůstalo pouze rozděleno mezi několik okresů.
Na několik let byla župa obnovena po připojení části historického území k Maďarskému království v roce 1938. Během ledna 1945 byl Gemer osvobozen sovětskou Rudou armádou a území bylo následně opět vráceno Československu. Krajským zřízením počínaje roku 1949 bylo pak zpravidla rozděleno mezi kraj Banskobystrický (resp. Stredoslovenský) a Košický (resp. Východoslovenský).
V povědomí Gemer zůstává jako jeden ze slovenských tradičních regionů a regionů cestovného ruchu.

## Vnitřní dělení župy
Počátkem 20. století byla Gemersko-malohontská župa rozčleněna na tyto okresy:
- Rimavská Sobota
- Pohroní s centrem ve Vaľkovně
- Revúca s centrem v Jelšavě
- Rožňava
- Tornaľa
- Rimavská Seč s centrem v Jesenském

### Města s magistrátem
- Dobšiná
- Jelšava
- Revúca
- Rimavská Sobota
- Rožňava

## Obyvatelstvo
Národnostní složení Gemeru v roce 1910:
- Maďaři 58,5%
- Slováci 38,4%
- Němci 1,6%

Území Gemeru bylo a je dodnes rozděleno na severní slovenskou a jižní maďarskou část. Etnická hranice ve 20. století probíhala po hranici Rimavská Sobota – Rožňava. Slováci se soustřeďují na sever od ní do měst Hnúšťa, Tisovec, Jelšava, Revúca. Maďaři na spíše jih do měst jako Fiľakovo, Tornaľa.

### Náboženství
Náboženské složení z roku 1910:
- Římskokatolické 45,4%
- Evangelické a.v. 30,7%
- Reformovaná k.c. 18,5%
- Řeckokatolické 2,3%
- Židovské 3,0%

## Současný region
Na území historické Gemersko-malohontské župa se dnes nachází slovenský region Gemer.